# 穆透
巨型不明陆地生物，简称為穆透（MUTO），是一種巨型怪兽的统称，首次出现在2014年电影《哥斯拉》。

## 概述

### 名称
「穆透」（MUTO）是「巨型不明陆地生物」（Massive Unidentified Terrestrial Organism）的缩写。导演加雷思·爱德华兹描述：「它基本上就是怪兽中的不明飞行物」。 本片的第一份草稿中区别出了名为Hokmuto的雄性穆透和名为Femuto的雌性穆透。 在官方正式的电影宣传中雄性穆透被称为“有翅穆透”，而雌性穆透被称作「八腿穆透」。 「穆透」在电影中仅作为两只寄生生物的名称，但在最初其被用作所有未知巨型怪兽的统称。在2019年的电影《哥吉拉 II 怪獸之王》里，怪兽们的统称从「穆透」变更为了「泰坦巨兽」。

### 发展
在为哥斯拉申请拍摄许可时，传奇影业就已经计划额外设计两只全新的怪兽。在大衛·卡拉漢的初稿中早期版本的穆透被设定为哥斯拉的远古敌人，但其并未作出解释。 在加雷思·爱德华兹加入项目后，他创造了一个背景故事得以建立起哥斯拉与穆透之间的联系。爱德华兹在头脑风暴后得到的想法是：「当哥斯拉在地表上活动时，有另一种生物会猎杀他们，并在其使体内产卵。而在这些怪兽回归后，为了繁殖，它们生命周期的一部分便拥有了能够吸引的哥斯拉来到地表并杀死它们的能力。」
在一次采访中，爱德华兹称穆透的设计时间超过一年，并强调花费如此长的时间是为了确保其设计的新颖并迎合时代与年龄。爱德华兹和设计小组从《侏羅紀公園》、《異形》、《星河舰队》和《金刚》中的怪兽角色那里得到灵感并反映出了让这些怪兽与它们的设计具有标志性的方法。 从这点出发，穆透怪兽的设计保持不断发展与「修改」，据爱德华兹说，加入设计使他觉得更有凝聚力。
爱德华委托艺术家马特·奥尔索普，用于创建绝大多数穆透的设计。爱德华兹称：「马特完成了百分之80到90的穆透设计，他是最重要的人物」。其他为穆透设计出力的有维塔工作室，Rob Bliss，Steambot工作室和传奇工作室，他们提供了一个穆透的3D模型.
该电影描述了穆透作为一个两性异形物种。 雌性有着更大的体型，并用八条腿来行走 - 而雄性则小得多，且八条腿中的一对变为了动力飞行所需的翅膀。 虽然穆透都有一种类似节肢动物的外观，但电影制片人Guillaume Rocheron更倾向于它们是脊椎动物。雄性穆透棱角分明的翅膀的设计灵感来源于隐形飞机。作为其以辐射为食的副作用，穆透能够引发的电磁干扰，雄性可从爪子中发射电磁冲击波而雌性则在其周围具有一种「范围性」的电磁脉冲场。

### 口碑
《洛杉矶时报》的Oliver Gettell将穆透称为「哥斯拉最重要的配角」，称赞他们是有威胁的对手而为哥斯拉吸引观众。 一些观众评价穆透的设计类似于克洛夫怪兽。WatchMojo.com将穆透列为“哥斯拉电影十大反派”中的第十名。

## 出现
术语「穆透」（巨型不明陆地生物）出现于电影《金刚：骷髅岛》（2017年）。穆透的父种，被称为穆透至尊和Titanus Jinshin-虫，出现于图画小说《哥斯拉：余震》。第二只雌性穆透出现于电影《哥吉拉 II 怪獸之王》。

### 电影
- 《哥斯拉》（2014年）
- 《哥吉拉 II 怪獸之王》（2019年）

### 视频游戏
- 《哥斯拉Smash3》
- 《哥斯拉：打击区》

### 文学作品
- 《哥斯拉：余震》（漫画 - 2019年）